# Heiki Nabi
Heiki Nabi (ur. 6 czerwca 1985 w Kärdla) – estoński zapaśnik, wicemistrz olimpijski, mistrz i wicemistrz świata.
Największym jego sukcesem jest srebrny medal igrzysk olimpijskich w Londynie w kategorii 120 kg, a w Rio de Janeiro 2016 zajął piąte miejsce w wadze do 130 kg. W Paryżu 2024 w kategorii do 130 kg zajął dziesiątą lokatę.
W kategorii do 96 kg zdobył złoty medal mistrzostw świata w 2006 roku. W 2013 roku zdobył srebrny medal mistrzostw świata w Budapeszcie w kategorii do 120 kg. 13 grudnia 2013 roku otrzymał złoty medal mistrzostw świata w Budapeszcie w kategorii do 120 kg, po dyskwalifikacji Amira Ali Akbari za stosowanie dopingu. 
Piąty na mistrzostwach Europy w 2007, 2008, 2011 i 2019 roku.
Triumfator igrzysk wojskowych w 2015 i drugi w 2019. Mistrz świata wojskowych w 2016. Trzeci na uniwersjadzie w 2005, akademickich MŚ w 2006 i igrzyskach europejskich w 2015 i wojskowych MŚ w 2014. Pięć razy na podium mistrzostw nordyckich w latach 2007 - 2016. 